# Josué de Castro
Josué de Castro, né le 5 septembre 1908 à Recife (Pernambouc) et mort le 24 septembre 1973 à Paris, a été une personnalité brésilienne d'audience mondiale.
Il fut médecin, expert en nutrition, enseignant, géographe, écrivain, homme politique. Fondateur de l'Institut de nutrition de l'université fédérale de Rio de Janeiro, Josué de Castro fut élu en 1952 président du conseil exécutif de la Organisation des Nations unies pour l'alimentation et l'agriculture (FAO). L'année suivante, l'Académie des sciences politiques des États-Unis lui décerna le prix Franklin Roosevelt et en 1954 le Conseil mondial de la paix lui décerna le prix international de la paix.
La Géopolitique de la faim, publiée en 1951, revue et augmentée en 1973, éveilla la conscience du monde sur les problèmes de la faim et du sous-développement. L'utilisation des principes de la géographie et de l'écologie a apporté une lumière nouvelle dans la complexité du phénomène de la sous-nutrition. L'ouvrage est devenu rapidement un classique des sciences humaines, publié en 26 langues.
Après le coup d'État militaire de 1964 au Brésil, Josué de Castro vécut en France ; il enseigna au Centre universitaire expérimental de Vincennes (à l'origine de l'actuelle université Paris-VIII) et présida le Centre international pour le développement jusqu'à sa mort en 1973.

## Biographie
À l'âge de 20 ans, il est diplômé de la faculté de médecine de université fédérale de Rio de Janeiro. Trois années plus tard, en 1932, il devient enseignant en physiologie à la faculté de médecine de Recife.
En 1935, il part à Rio de Janeiro, où il enseigne à l'ancienne université fédérale de Rio de Janeiro et devient professeur de géographie humaine à la faculté de philosophie de l'université fédérale de Rio de Janeiro. Au cours de cette période, est publié en 1937 son ouvrage L'alimentation brésilienne à la lumière de la géographie humaine.
Il a vécu les phases importantes de l'histoire de son pays d'origine (division proposée par Boris Fausto, historien brésilien) avec le gouvernement de Getúlio Vargas, dictateur de la république des États-Unis du Brésil du 3 novembre 1930 au 29 octobre 1945. De 1945 à 1964, il vit une courte expérience démocratique. Il se déclare « Citoyen du Monde »,.
En 1964, la saisie du pouvoir par les militaires lui vaut d'être déchu de ses droits politiques à cause de ses prises de positions politiques, à savoir notamment le soutien d'une réforme agraire et est contraint de s'exiler (14 pays développés lui ont proposé l'asile politique). Jusqu'en 1973, il était depuis de nombreuses années président du Centre international pour le développement et de l' Association médicale internationale pour l'étude des conditions de vie et de santé.
Il fut professeur associé au Centre universitaire expérimental de Vincennes (aujourd'hui université Paris VIII) à partir de 1968 jusqu'à son décès, où il a soutenu notamment l'introduction dans l'enseignement de l'écologie humaine dans sa dimension politique et scientifique.
Josué de Castro est une figure historique qui a été le témoin des horreurs de la Seconde Guerre mondiale, et qui vécut intensément la bipolarisation du monde d'après-guerre, avec les États-Unis d'une part, et l'ex-URSS d'autre part.

### En français
- Le problème de l'alimentation au Brésil, Rio de Janeiro, 1933.
- Les conditions de vie des classes ouvrières de Recife, Rio de Janeiro, 1935.
- L'alimentation brésilienne à la lumière de la géographie humaine, Rio de Janeiro, 1937.
- La physiologie des tabous, Rio de Janeiro, 1939.
- Géographie humaine, Rio de Janeiro, 1939.
- Alimentation et acclimatation humaine sous les tropiques, Milan, 1946.
- Alimentation sous les tropiques, Mexico, 1946.
- Géographie de la faim : le dilemme brésilien : pain ou acier (Geografia da fome, Rio de Janeiro, 1946, nombreuses rééditions augmentées jusqu'en 1971), Paris, Le Seuil, 1964.
- La géopolitique de la faim, Paris, Éditions sociales, 1951.
- Le livre noir de la faim, Paris, Éditions sociales, 1958.
- La faim, problème universel, Paris, Bordas, 1961.
- Des hommes et des crabes, Paris, Le Seuil, 1961.
- Une zone explosive : le Nordeste du Brésil, Paris, Le Seuil, 1965.

### En portugais
- O Problema Fisiológico da Alimentação no Brasil. Recife: Ed. Imprensa Industrial, 1932.
- O Problema da Alimentação no Brasil. Rio de Janeiro: Companhia Editora Nacional, 1933.
- Condições de Vida das Classes Operárias do Recife. Recife: Departamento de Saúde Pública, 1935.
- Alimentação e Raça. Rio de Janeiro: Civilização Brasileira, 1935.
- (pt) « Therapeutica Dietética do Diabeta », in Diabete, Porto Alegre, Livraria do Globo, 1936, p. 271-294.
- Documentário do Nordeste. Rio de Janeiro: José Olympio, 1937.
- A Alimentação Brasileira à Luz da Geografia Humana. Rio de Janeiro: Livraria do Globo, 1937.
- Festa das Letras. Rio de Janeiro: Livraria Globo, 1937.
- Fisiologia dos Tabus. Rio de Janeiro: Ed. Nestlé, 1939.
- Geografia Humana. Rio de Janeiro: Livraria do Globo, 1939.
- Alimentazione e Acclimatazione Umana nel Tropici. Milão, 1939.
- Geografia da Fome: A Fome no Brasil. Rio de Janeiro: O Cruzeiro, 1946.
- La Alimentación em los Tropicos. México: Fondo de Cultura, 1946.
- Fatores de Localização da Cidade do Recife. Rio de Janeiro: Ed. Imprensa Nacional, 1947.
- Geopolítica da Fome. Rio de Janeiro: Casa do Estudante do Brasil, 1951.
- A Cidade do Recife: Ensaio de Geografia Humana. Rio de Janeiro: Casa do Estudante do Brasil, 1956. Reedição de Fatores de Localização da Cidade do Recife.
- Três Personagens. Rio de Janeiro: Casa do Estudante do Brasil, 1955.
- O Livro Negro da Fome. São Paulo: Brasiliense, 1957.
- Ensaios de Geografia Humana. São Paulo: Brasiliense, 1957.
- Ensaios de Biologia Social. São Paulo: Brasiliense, 1957.
- Sete Palmos de Terra e um Caixão. São Paulo: Brasiliense, 1965.
- Ensayos sobre el Sub-Desarrollo. Buenos Aires: Siglo Veinte, 1965.
- ¿Adonde va la América Latina?. Lima: Latino Americana, 1966.
- Homens e Caranguejos. Porto: Ed. Brasília, 1967.
- A Explosão Demográfica e a Fome no Mundo. Lisboa: ltaú, 1968.
- El Hambre - Problema Universal. Buenos Aires: La Pléyade, 1969.
- A Estratégia do Desenvolvimento. Lisboa: Cadernos Seara Nova, 1971.
- Mensajes. Bogotá: Colibri, 1980.
- Fome: um Tema Proibido - últimos escritos de Josué de Castro. Anna Maria de Castro (org.). Rio de Janeiro: Civilização Brasileira, 2003.

### En anglais
- Latin American Radicalism, Edited by Irving Horowitz, Josué de Castro and John Gerassi, New York, Vintage Books, 1969